# Johan Bertilsson
Johan Bertilsson (* 15. Februar 1988 in Hova) ist ein schwedischer Fußballspieler. Der Stürmer bestritt seine bisherige Laufbahn in Schweden und Polen.

## Werdegang
Bertilsson spielte in der Jugend bei Hova IF, ehe er als Teenager und U-15-Nationalspieler zu Carlstad United BK wechselte. Beim seinerzeitigen Drittligisten debütierte er 2004 im Erwachsenenbereich. Ende 2005 qualifizierte er sich mit dem Klub für die neu geschaffene drittklassige Division 1. Hier machte er, der bis zur U-18-Nationalmannschaft die Jugendauswahlen des Svenska Fotbollförbundet durchlaufen hatte, in der Debütsaison höherklassig auf sich aufmerksam und schloss sich Anfang 2007 dem Zweitligisten Degerfors IF an. Nach dem Abstieg am Ende der Zweitliga-Spielzeit 2008 blieb er dem Klub treu, mit dem er den direkten Wiederaufstieg in die Superettan schaffte. Dabei bildete er in der Drittliga-Spielzeit 2009 mit Peter Samuelsson ein torgefährliches Sturmduo und trug mit zwölf Saisontoren zur Meisterschaft in der Nordstaffel bei.
Nachdem Bertilsson auch in der ersten Hälfte der Zweitliga-Spielzeit 2010 mit sechs Toren in 13 Ligaspielen geglänzt hatte, unterzeichnete er im Juni des Jahres einen bis 2014 gültigen Kontrakt beim Erstligisten Kalmar FF. In der Allsvenskan fasste er jedoch nicht Fuß, im Juli 2012 verlieh ihn daher der Verein an den Zweitligisten Jönköpings Södra IF. Mit einem Tor in 13 Spielen blieb er jedoch auch hier hinter den Erwartungen, so dass er zum Jahresende wieder zu Kalmar FF zurückkehrte und anschließend erneut verliehen wurde. Für die gesamte Zweitliga-Spielzeit 2013 kehrte er zu Degerfors IF zurück. Dabei kehrte er zu alter Sträke zurück, mit 16 Saisontoren platzierte er sich gleich auf mit Gabriel Altemark-Vanneryr hinter Victor Sköld an zweiter Stelle in der Torschützenliste. Zudem verpasste er mit dem Verein als Tabellenvierter nur knapp den Aufstieg ins schwedische Oberhaus.
Im Januar 2014 verkaufte Kalmar FF Bertilsson ein halbes Jahr vor Vertragsende an den polnischen Klub Zagłębie Lubin, bei dem der Spieler einen Zwei-Jahres-Vertrag unterzeichnete. Sein Aufenthalt in der Ekstraklasa währte jedoch nur kurz, da der im Abstiegskampf befindliche Klub die Spielzeit 2013/14 auf dem letzten Tabellenplatz beendete. Dabei war Bertilsson ohne eigenen Torerfolg, der Klub in der Abstiegsrunde ohne eigenen Sieg geblieben.
Im August 2014 kehrte Bertilsson nach Schweden zurück, wo er mit Gefle IF einen Zweieinhalbjahresvertrag abschloss. In der zweiten Hälfte der Spielzeit 2014 blieb ihm in der Allsvenskan lediglich die Rolle des Ergänzungsspielers, in zehn seiner elf Ligaeinsätze kam er als Einwechselspieler zum Einsatz. In der folgenden Spielzeit hatte er sich jedoch unter Trainer Roger Sandberg als Stammkraft etabliert und stand in allen 30 Meisterschaftsspielen in der Startformation, mit sechs Saisontoren trug er zum Klassenerhalt als Tabellenzehnter bei. In der Spielzeit 2016 war er mit acht Saisontoren vereinsintern bester Torschütze, aber unter Sandberg und dessen Nachfolger Thomas Andersson blieb der Erfolg aus und die Mannschaft beendete die Spielzeit auf einem Abstiegsplatz.
Im November 2016 verpflichtete Östersunds FK Bertilsson, wo er sich bis Ende 2019 vertraglich band. Unter Trainer Graham Potter schwankte er zwischen Startformation und Ersatzbank. So saß er auch im Finale um den schwedischen Landespokal im April 2017 gegen IFK Norrköping die komplette Spieldauer auf der Ersatzbank, als die Mannschaft durch einen 4:1-Erfolg durch Tore von Samuel Mensiro, Hosam Aiesh, Alhaji Gero und Saman Ghoddos bei einem Gegentreffer von Linus Wahlqvist den Titel gewann und sich der Verein erstmals für den Europapokal qualifizierte. In der UEFA Europa League 2017/18 erreichte die Mannschaft anschließend nach Erfolgen über Galatasaray Istanbul, CS Fola Esch und PAOK Thessaloniki die Gruppenphase, in allen sechs Qualifikationsspielen war er von Potter eingewechselt worden.
Im März 2018 unterschrieb Bertilsson einen Vertrag beim Allsvenskanaufsteiger Dalkurd FF. Bereits vier Monate später wechselte er weiter zum Ligakonkurrenten Örebro SK, wo er einen Vertrag bis 2021 unterschrieb. Im Januar 2020 kehrte er dann in die 2. Liga (Superettan) zurück zu Degerfors IF.

## Erfolge
Östersunds FK
- Schwedischer Pokalsieger: 2017